# Сораписс
Сораписс (итал.  Sorapiss) — горный массив в Доломитовых Альпах в итальянской области Венеция.

## Описание
Горный массив в итальянской области Венеция в восточной части Доломитовых Альп, к юго-востоку от Кортина-д'Ампеццо, между долинами реки Ансьей и ручья Боите. Наивысшая точка — 3205 м над уровнем моря. Первое восхождение совершил в сентябре 1864 года П. Громанн.